# Сердюк, Игорь Николаевич
Игорь Николаевич Сердюк (укр. І́гор Миколайович Сердю́к; 3 сентября 1969 — 18 февраля 2014, Киев) — украинский предприниматель; активист Евромайдана. Герой Украины (2014, посмертно).

## Биография
Родился 21 февраля 1969 года в Кременчуге. Игорь был предпринимателем, занимался организацией ремонтно-монтажных работ. С начала 1990-х принимал участие в национальном движении в городе Кременчуг. Увлекался дайвингом.
Был женат, воспитывал дочку Александру.

### Евромайдан
Начал ездить в Киев с первых дней Евромайдана, иногда ездил домой. На майдане был флагоносцем девятой сотни самообороны. 18 февраля во время постройки баррикад возле Мариинского парка неизвестные сначала устроили столкновение с активистами, после чего выстрелили Сердюку вплотную в лицо на перекрёстке улицы Институтской. В день гибели было широко распространено фото, на котором якобы несут погибшего Сердюка без головы, что впоследствии опровергла прокуратура.
Похороны состоялись 21 февраля в Кременчуге.

## Память
25 февраля на сессии Кременчугского городского совета депутаты поддержали решение переименовать улицу Первомайскую, где жил Игорь, на улицу имени героя Украины Игоря Сердюка. После жалобы родных идея переименовать улицу была отвергнута.
Интернет-опрос кременчужан показал, что жители хотят переименовать ул. Октябрьскую в ул. Музейную — это название поддержали члены комиссии по переименованию. На сессии городской голова внёс предложение переименовать улицу Октябрьскую в ул. Игоря Сердюка. Депутаты первоначально не могли решить, как называть, просто имени Игоря Сердюка или Героя Украины Игоря Сердюка. В итоге за первый вариант проголосовало 29 депутатов из 32 присутствующих.

### Награды
- Звание Герой Украины с награждением орденом «Золотая Звезда» (21 ноября 2014 года, посмертно) — за гражданское мужество, патриотизм, героическое отстаивание конституционных принципов демократии, прав и свобод человека, самоотверженное служение Украинскому народу, проявленные во время Революции достоинства[4]
- Медаль «За жертвенность и любовь к Украине» (УПЦ КП, июнь 2015) (посмертно)[5]